# 明治大学記念館
明治大学記念館（めいじだいがくきねんかん」は、かつて東京都千代田区神田駿河台の明治大学駿河台キャンパス内に存在した建築物である。

## 初代記念館
正式名称は「第八号館」。
1911年（明治44年）10月竣工。設計：星野男三郎、請負：島崎清次郎。煉瓦造2階建、間口13間、奥行9間、建坪216坪、建築費2万7,500円。西洋切妻を中心に左右に小さいドームを配したデザイン。
- 1階 - 玄関、器械標本室、商品標本室、会食所、客室
- 2階 - 記念大講堂、控室

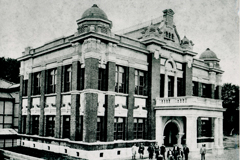
初代記念館
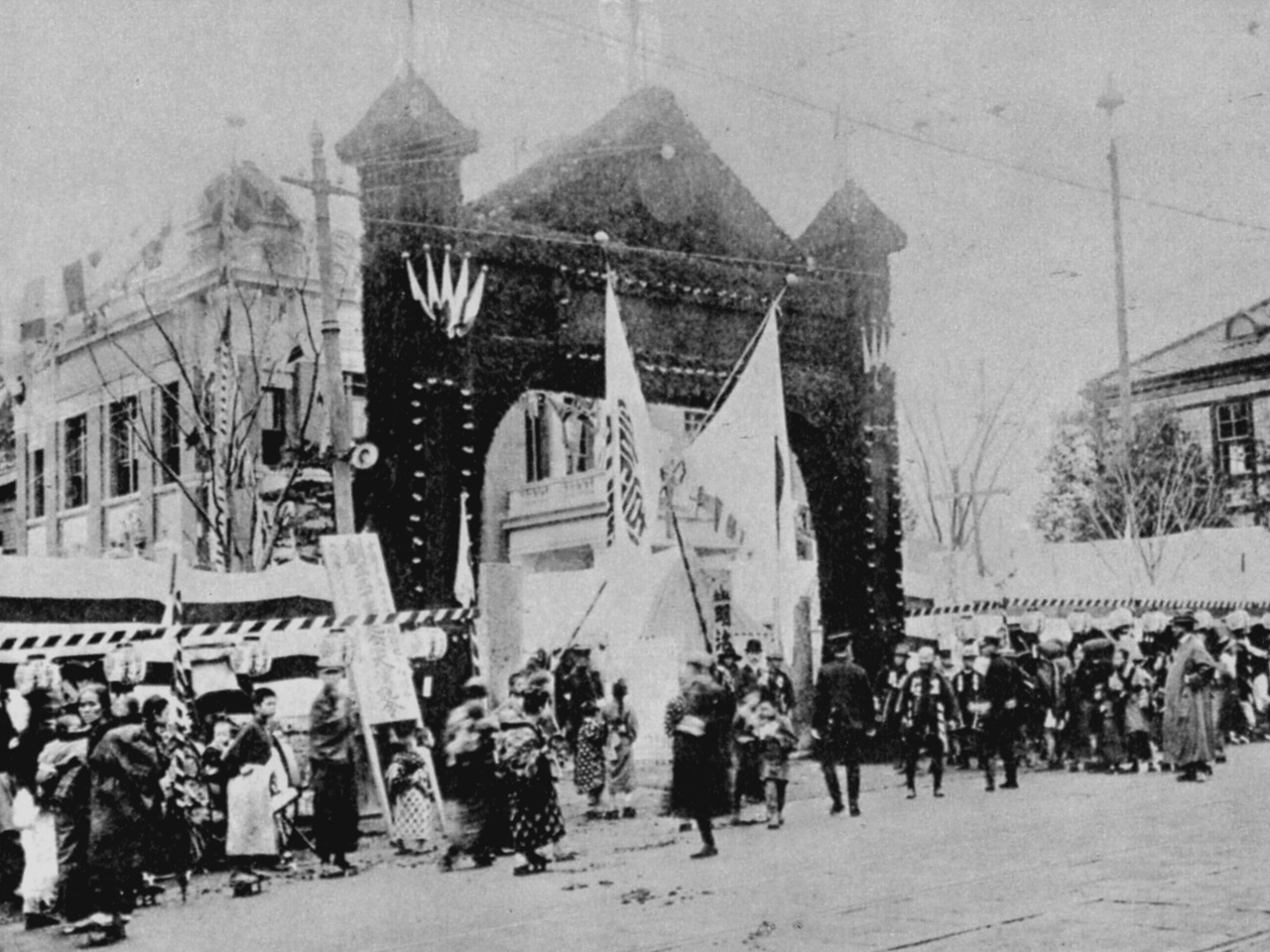
明治大学創立30周年記念式典 （1911年10月）

1912年（明治45年）3月5日深夜の火災によって焼失。岸本辰雄校長は病を押して来校、焼け跡の始末や記念館再建を指示した。しかし、再建された記念館を見ることなく4月4日に急死した。
初代記念館が存在した期間は半年ほどに過ぎなかったが、学外イベントでも使用実績はあり、火災当日（3月5日）も東京市教育会の講演会が行われていた。

## 2代目記念館
1912年（大正元年）12月竣工。初代と同じく設計：星野男三郎、請負：島崎清次郎。建築費は焼失した初代記念館の保険金と大学の基本金の一部から賄われた。円形ドームを中心に左右に三角錐を突起させたデザイン。「旧館に比して12余坪を増加し、且つ失火に鑑みて設計に変更を行つた」とされる。

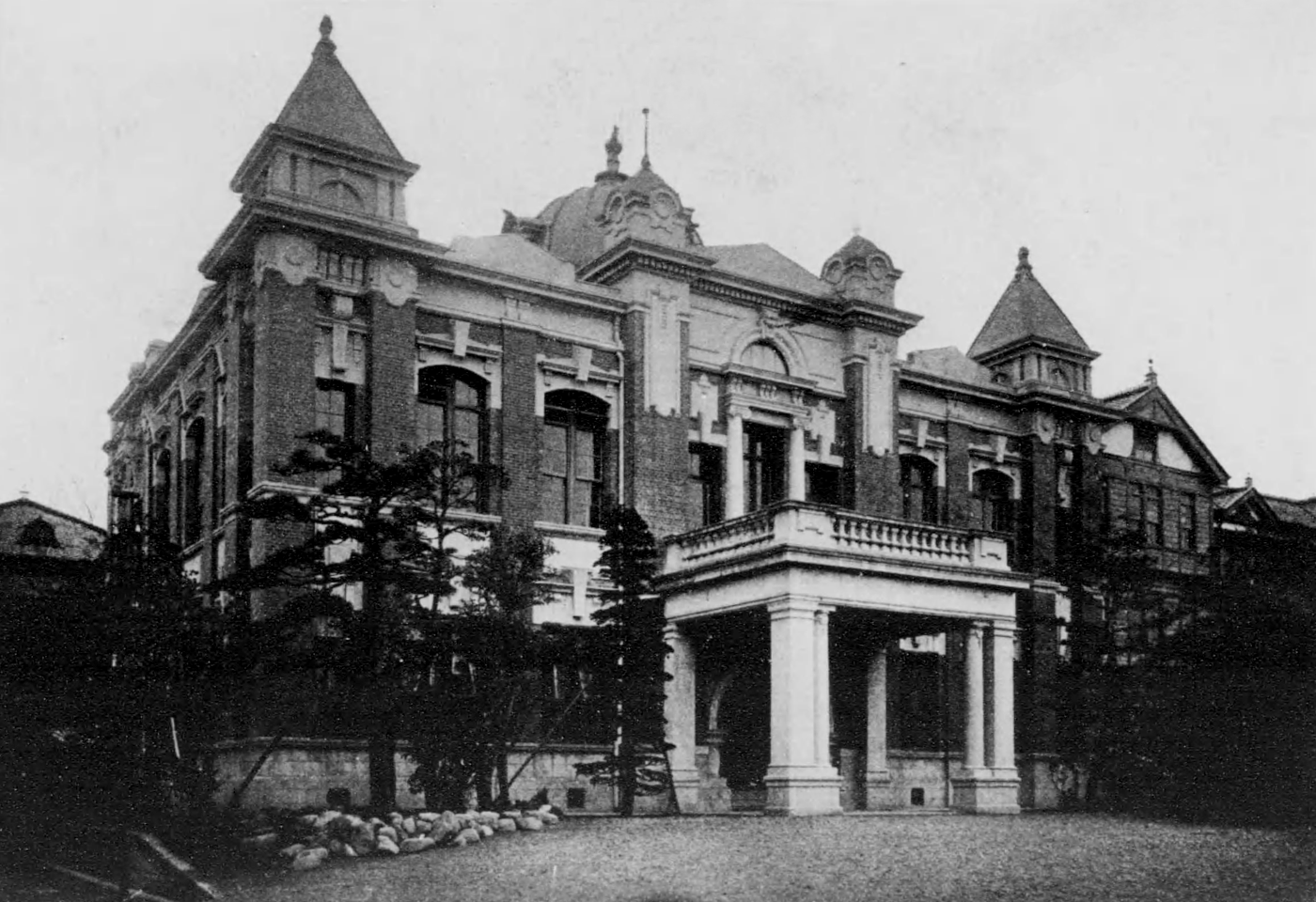
2代目記念館
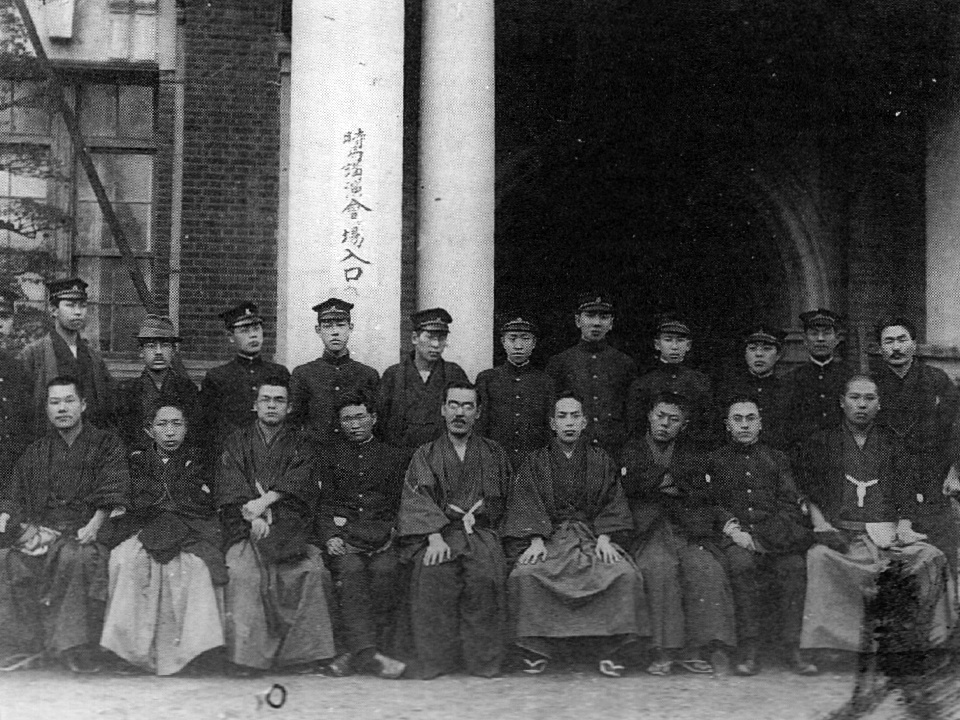
大山郁夫時局講演会（1919年頃）

2代目記念館は大正デモクラシーの時代とともにあり、社会運動家大山郁夫の時局講演会、「白熱党」（雄弁部学生により結成された団体）の演説会、植原・笹川事件における警官隊との乱闘など、明大史を彩るエピソードに事欠かない。
1923年（大正12年）9月1日の関東大震災で焼失。大学は夏期休暇中だったが、在京学生を中心にして瓦礫の除去作業が行われ、野球部をはじめとする各種サークル・団体は復興資金集めのために全国各地を奔走した。

## 3代目記念館
明治大学の震災復興計画は6期に分けて着工され、3代目となる記念館は第3期工事によるものである。
- 第1期 - 予科1号館（のち2号館）、施工業者清水組、1925年（大正14年）3月1日起工、同年8月31日竣工[6][7][8]

建坪：169坪余、延坪：666坪余、地上4階建て
- 第2期 - 大学1号館（のち1号館）、施工業者戸田組、1926年（大正15年）12月2日起工、1927年（昭和2年）8月31日竣工[6][7]

建坪：312坪余、延坪：1,493坪余、地下1階、地上4階建て
- 第3期 - 記念館、施工業者大倉土木、1927年（昭和2年）7月起工、1928年（昭和3年）3月25日竣工[6][7]

建坪：278坪余、延坪：1,282坪余、地下1階、地上6階建て

明治大学の全景 （1930年、中央が3代目記念館）
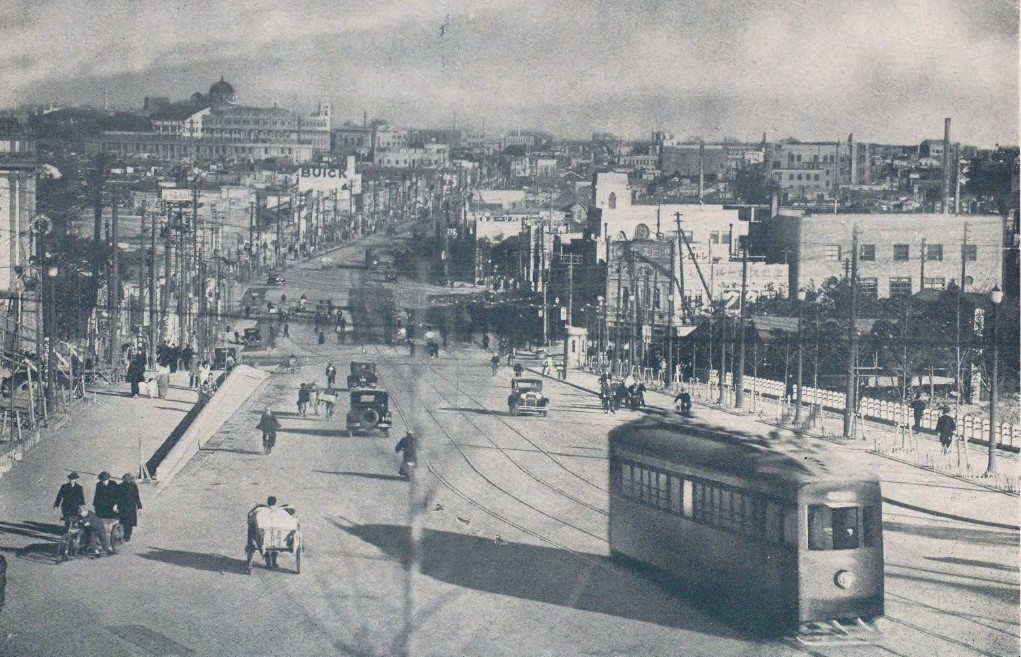
九段坂から見た駿河台キャンパス （左上、1930年）
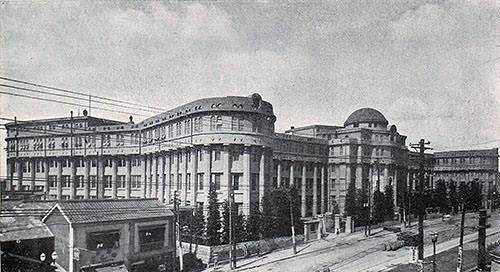
左から体育館、大学1号館、3代目記念館、予科1号館

設計者の大森茂によれば建築様式は「和洋折衷のグレコローマン奈良平安式」。正面玄関入口には「暁の鐘」を持つ2人の童子のレリーフとステンドグラス（間部時雄デザイン、小川三知制作）が設置された。口の悪い学生は「森永キャラメル子」「現代臭タツプリ」などと酷評したが、「数千人を入れる大講堂は全く驚嘆の外なし」とも語っている。
講堂は2階から5階までを占め、椅子は建築時に4人掛けを126個、3人掛けを116個、2人掛けを8個設置し、収容人員は最大で約3000人。舞台の上部に平安期など古代の人物の彫像が設置されていた。
1945年（昭和20年）4月13日の城北大空襲で屋根などを破損したが、引火した防空用の暗幕を懸命に引きちぎり、辛うじて延焼を免れた。焼け残った記念館は本所深川や築地、田町などからも遠望することができたという。
3代目の記念館は昭和から平成初期の明治大学を象徴する建物であり、重要文化財指定候補となったが、維持運営等の問題により建替えに至る。ドーム屋根のデザインは現在のリバティタワーにも生かされ、レリーフとステンドグラスは23階の岸本辰雄ホールに移設された。
2024年（令和6年）に放送されたNHK連続テレビ小説『虎に翼』では茨城県つくばみらい市のワープステーション江戸のセットによって記念館を模した建物が再現された（中央のドームはCG）。

### 主な使用実績

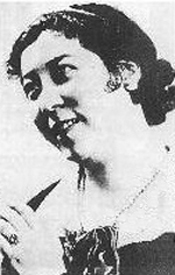
佐藤千夜子（1928年11月25日、記念館で開催された明大マンドリン倶楽部第13回演奏会に出演）

- 入学式・卒業式 - 1929年3月の卒業式から1965年度入学式まで。
- 創立50周年、60周年、70周年、80周年の各記念式典（70周年記念式典では昭和天皇臨席）
- 明治大学女子部開校式（1929年4月28日）
- 応援団活動基金募集演芸会（1929年6月23日）[19]
- 国民精神作興ニ関スル勅語捧読式（1938年11月10日。このとき指導局長の訓示をめぐって侮辱事件が起こる）
- 学徒出陣壮行式（1943年10月8日）
- 第8回全学連大会（1955年6月10-14日）
- 鵜澤總明総長の大学葬（1955年10月24日）[20]
- 第1回紫紺の集い（1955年11月20日）[22]
- 明大全共闘結成大会（1969年6月21日）
- その他各種の儀式、講演会、学生大会、駿台祭、音楽・映画鑑賞会など。

### 記念館内部（竣工時）
| 6階    | 研究室                                   |
| 5階    | 映写室、研究室など                       |
| 4階    | 大ホール、食堂、控室など                 |
| 3階    | 大ホール、貴賓室、控室など               |
| 2階    | 大ホール、ステージ、掲示場など           |
| 1階    | 玄関ホール、事務室、仮図書館、掲示場など |
| 地下室 | 下足場                                   |

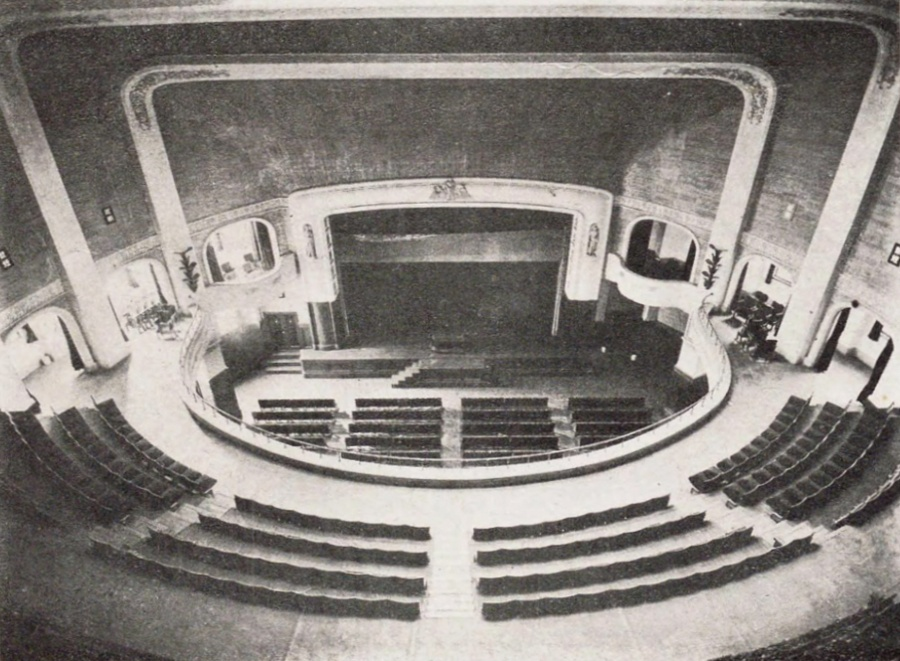
記念館講堂内部（1928年）
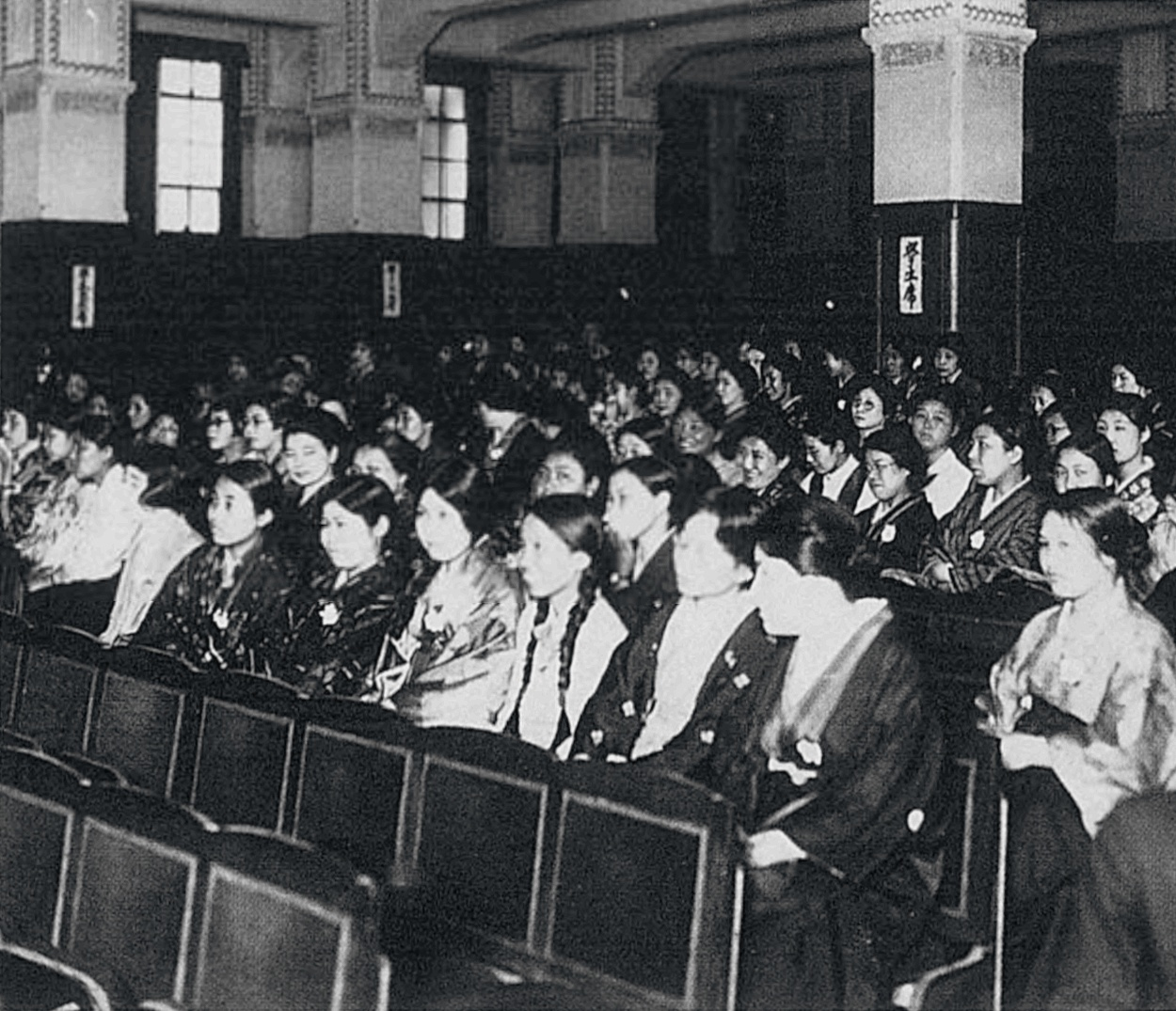
女子部開校式（1929年）
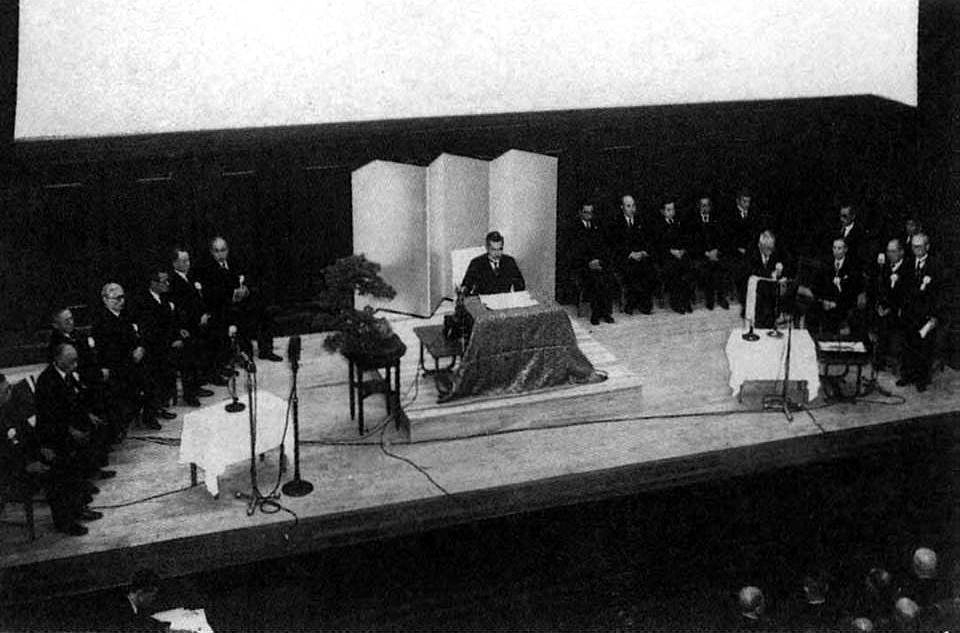
明治大学創立70周年記念式典に臨席する昭和天皇（1950年）